# Markus Baur
Markus Baur (ur. 22 stycznia 1971 roku w Meersburgu) – były niemiecki piłkarz ręczny, wielokrotny reprezentant kraju. Obecnie trener drużyny TuS Nettelstedt-Lübbecke, grającej w Bundeslidze. W 2004 roku zdobył srebrny medal igrzysk olimpijskich, a także w 2007 roku złoty medal mistrzostw świata. Dwukrotnie został uznany za najlepszego piłkarza ręcznego w Niemczech: w 2000 i 2002 roku. Występował na pozycji środkowego rozgrywającego.

## Sukcesy

### Reprezentacyjne
Kariera zawodnicza

#### Mistrzostwa Świata
- (2007)
- (2003)

#### Mistrzostwa Europy
- (2004)
- (2002)
- (1998)

#### Igrzyska olimpijskie
- (2004)

### Klubowe

#### Puchar Niemiec
- (1994, 2002)

#### Puchar EHF
- (2006)

#### Mistrzostwo Niemiec
- (2003)

## Wyróżnienia
- 2000, 2002: najlepszy piłkarz ręczny w Niemczech